# Аліса Бейлі
Алі́са Е́нн Бе́йлі (англ. Alice Ann Bailey, при народженні Аліса Ла-Троуб Бейтмен *16 червня 1880, Манчестер — † 15 грудня 1949) — американська теософка, засновниця езотеричної Школи Арканів, британська письменниця[⇨], засновниця організації «Люцис Траст». Більшість життя провела в США.

## Біографія
Народилася 16 червня 1880 р. в Манчестері, в Англії. Її батьки належали до старовинних знатних родів. Вона пройшла шлях від вкрай соромливої дівчини, що проповідує Біблію солдатам, дуже від, дружини пастора, матері трьох дітей, до фундаторки і розпорядниці езотеричної школи, організаторки Міжнародного руху Доброї Волі, що має центри в десятках країн світу. 20 книг, написаних нею, набули широкого поширення і визнання, перекладені багатьма мовами світу.
Вперше життя Аліси різко змінилася в 22 роки: вона поміняла безтурботне матеріально забезпечене життя на життя в прагненні досягнути абсолютної свободи. Протягом 6 років Аліса вела важку місіонерську роботу серед солдатів — спочатку в Англії, потім в Індії. Пізніше вступила в шлюб з Волтера Евансом, переїхала з ним в США як дружина пастора протестантської церкви, народила трьох дітей, через 7 років вимушена була розлучитися з чоловіком.
У січні 1919 р. вона зустріла Фостера Бейлі, з яким пізніше, коли їй вдалося отримати розлучення, одружилася. У листопаді 1919 р. Аліса Бейлі познайомилася з вчителем, який фігурує в її працях під іменем Тибетець. Голос, що його вона почула, сказав їй: «Є деякі книги, які бажано написати для людей. Їх можете написати Ви. Ви зробите це?». Так почалася її робота, яка тривала 30 років, внаслідок чого були написано понад 20 книг, в яких знайшло повне відображення вчення, що нібито дається людству Планетною Ієрархією для нової епохи. Важливим підсумком роботи Аліси Бейлі була організація нею в 1923 р. Школи Арканів.
Кілька років вона зі своїм другим чоловіком — Фостером Бейлі, що став її другом і соратником, працювала в різних теософських товариствах США, включаючи езотеричні секції цих товариств, зустрічалася з учнями Олени Блаватської. Робота Аліси Бейлі є прямим продовженням справи Блаватської, з якою працювали схожим методом ті ж Вчителі Духовної Ієрархії. «Таємна доктрина» Блаватської стала для Бейлі надихаючим імпульсом. До того часу в теософських товариствах фактично почалася профанація таємних істин теософії. Побачивши це, Аліса і Фостер вирішили організувати свою езотеричну школу, головна мета якої — допомогти людині розкрити в собі божественність і усвідомити свій взаємозв'язок з Всесвітом. В цій школі стали готувати перші кадри для Нової Групи Світових Служителів — майбутнього ядра нової цивілізації.

## Критика
- A comparison between H.P.Blavatsky & Alice Baily. The Pseudo-Occultism of Alice Baily [Архівовано 14 червня 2010 у Wayback Machine.] by Alice Leighton Cleather and Basil Crump. 1929
- Levy R. S. Antisemitism: A Historical Encyclopedia of Prejudice and Persecution / Editor Richard S. Levy. — ABC-CLIO, 2005. — Vol. 1. — P. 375. — ISBN 1851094393.

### Англомовні видання
- Initiation, Human and Solar. — 1922. — ISBN 978-085330-110-3.
- Letters on Occult Meditation. — 1922. — ISBN 978-085330-111-0.
- A Treatise on Cosmic Fire. — 1925. — ISBN 978-085330-117-2.
- The Light of the Soul: a paraphrase of the Yoga Sutras of Patanjali. — Reprint 1927. — 1997. — ISBN 978-0-85330-112-7.
- A Treatise on White Magic, or, The Way of the Disciple. — 5 edition. — 1987. — ISBN 978-0-85330-123-3.
- Discipleship in the New Age I. — 1944. — ISBN 978-0-85330-103-5.
- Discipleship in the New Age II. — 1955. — ISBN 978-0-85330-104-2.
- The Problems of Humanity. — 1944. — ISBN 978-0-85330-113-4.
- The Reappearance of the Christ. — 1947. — ISBN 978-0-85330-114-1.
- The Destiny of the Nations. — 1949. — ISBN 978-0-85330-102-8.
- Glamour: A World Problem. — 1950. — ISBN 978-0-85330-109-7.
- Telepathy and the Etheric Vehicle. — 1950. — ISBN 978-0-85330-116-5.
- Education in the New Age. — 1954. — ISBN 978-0-85330-105-9.
- The Externalisation of the Hierarchy. — 1957. — ISBN 978-0-85330-106-6.
- Ponder on This (compilation). — 2003. — ISBN 978-0-85330-131-8.
- A Treatise on the Seven Rays:

- Volume 1. Esoteric Psychology I. — 1936. — ISBN 978-0-85330-118-9.
- Volume 2. Esoteric Psychology II. — 1942. — ISBN 978-0-85330-119-6.
- Volume 3. Esoteric Astrology. — 1951. — ISBN 978-0-85330-120-2.
- Volume 4. Esoteric Healing. — 1953. — ISBN 978-0-85330-121-9.
- Volume 5. The Rays and the Initiations. — 1960. — ISBN 978-0-85330-122-6.

- The Consciousness of the Atom. — 1922. — ISBN 978-0-85330-101-1.
- The Soul and Its Mechanism. — 1930. — ISBN 978-0-85330-115-8.
- From Intellect to Intuition. — 1932. — ISBN 978-0-85330-108-0.
- From Bethlehem to Calvary. — 1937. — ISBN 978-0-85330-107-3.
- The Unfinished Autobiography. — 1951. — ISBN 978-0-85330-124-0.
- The Labours of Hercules: An Astrological Interpretation. — 1982. — ISBN 978-0853301370.